# Медуза

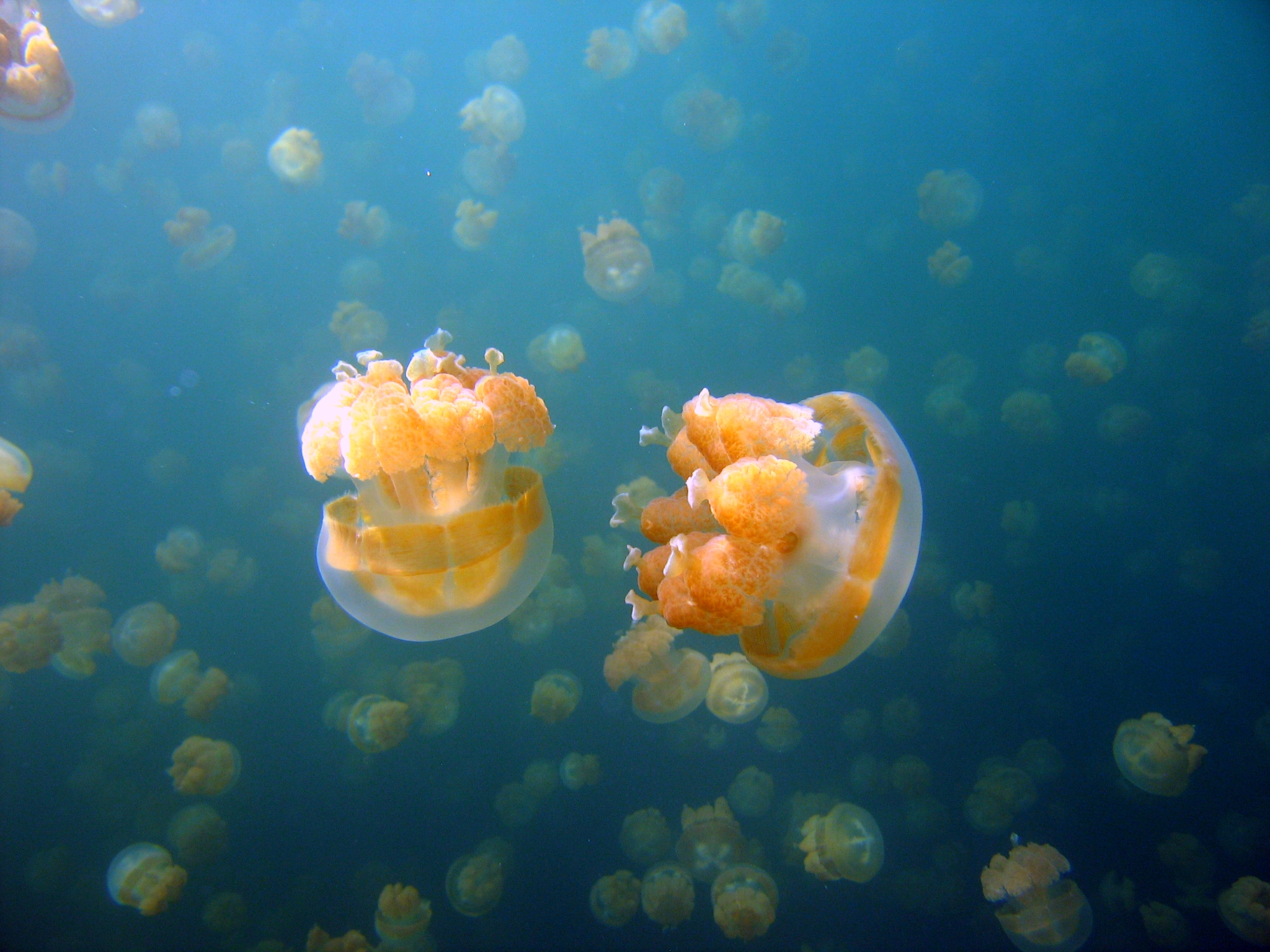
Крупное скопление сцифомедуз из отряда корнеротов (Rhizostomeae)

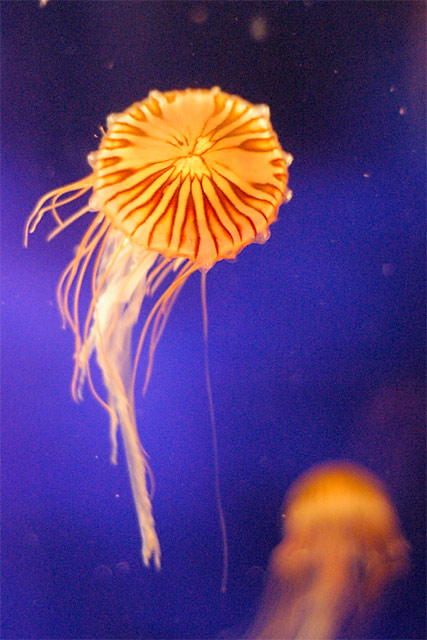
Chrysaora hysoscella

Меду́за, или медузоидное поколе́ние (греч. μέδουσα), — фаза жизненного цикла стрекающих из подтипа Medusozoa: гидроидных (Hydrozoa), сцифоидных (Scyphozoa) и кубомедуз (Cubozoa). Тело медуз в значительной части состоит из обводнённой соединительной ткани — мезоглеи — и по форме напоминает колокол или зонтик. Такое строение обеспечивает способность к реактивному движению путём сокращения мышц стенки колокола. Тело медузы в среднем на 98 % состоит из воды. Даже самые крупные медузы, чьи линейные размеры превышают метр, а масса доходит до нескольких центнеров, не способны противостоять морским течениям, поэтому рассматриваются в составе планктона.
У трахилид и пелагии[уточнить] чередование поколений утрачено, медуза развивается из яйца.
Обычно медузы образуются в результате почкования полипов и размножаются половым путём, давая начало свободно плавающим личинкам — планулам. Некоторые гидроидные медузы способны и к бесполому размножению (путём почкования или поперечного деления). В качестве источника пищи медузы используют зоопланктон, поедая в том числе икру и личинки некоторых видов рыб. В свою очередь, сами медузы становятся жертвами взрослых пелагических рыб.
Стрекательные клетки некоторых видов кубомедуз и гидромедуз способны вызывать у человека болезненные ожоги.
Название медуз произошло от Медузы из античной мифологии.

## Строение

Схема строения медузы гидроидных в продольном разрезе

Различающиеся по строению медузы разных классов стрекающих получили собственные названия:
- гидромедузы (Hydrozoa);
- сцифомедузы (Scyphozoa);
- кубомедузы (Cubozoa)[1].

Последние два термина также употребляют для обозначения всех стадий жизненного цикла представителей соответствующих классов, поскольку они наиболее известны именно по стадии медузы.

### Строение на примере ушастой аурелии
Примером сцифомедузы может служить ушастая аурелия (Aurelia aurita).
Медуза не имеет специализированных органов дыхания — она дышит всем телом. По периметру тела выступают чувствительные тельца (ропалии), воспринимающие различные импульсы среды, например свет. В студенистом и прозрачном теле медузы нет сложных глаз, которые могли бы различать объекты, — есть только глазки на ропалиях, способные лишь отличать свет от тьмы, реагировать на приближение крупных объектов (но, кубомедузы имеют до восьми настоящих глаз). Ротовое отверстие служит медузе как для употребления пищи, так и для удаления её остатков. Остатки пищи, не переваренные до конца, выводятся через то же отверстие. Около ротового отверстия находятся 4 ротовые лопасти, снабжённые стрекательными клетками, в них же содержится «обжигающее» вещество, служащее для обороны и для добычи пищи. Поскольку медуза в основном (95—99 %, в зависимости от вида) состоит из воды и не имеет скелета, её жизнь на суше невозможна. Когда медузу выбрасывает на берег, она погибает, высыхая на солнце.

## Жизненный цикл

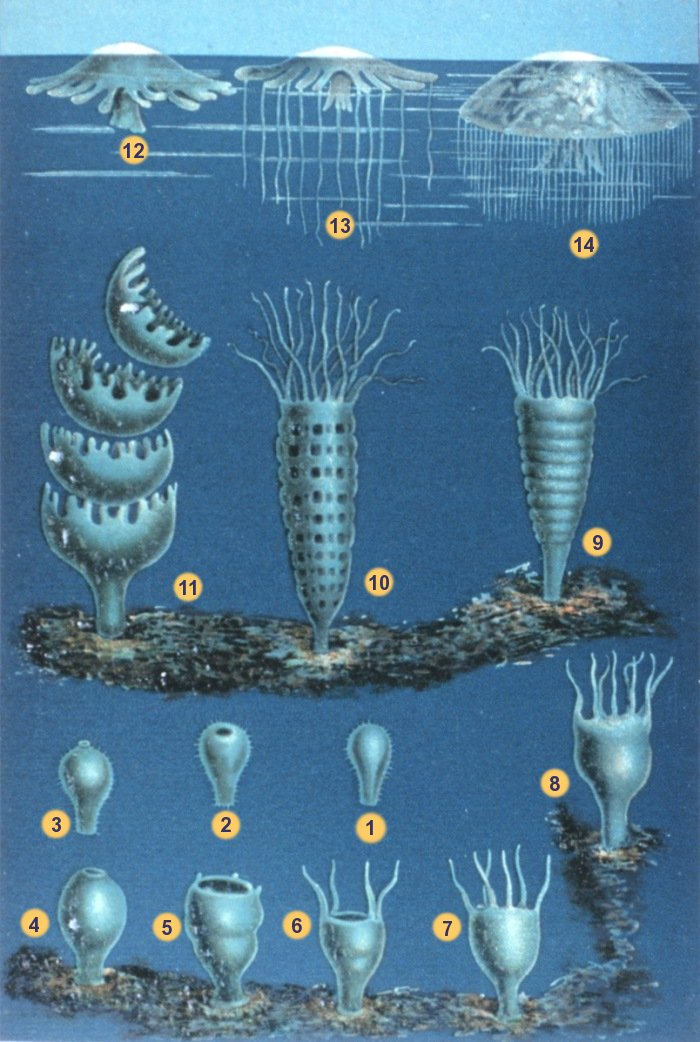
Жизненный цикл сцифоидных.
1-11 — бесполое поколение (полип);
11-14 — половое поколение (медуза)

Медуза размножается половым путём. Мужские особи производят сперматозоиды, женские — яйцеклетки, после слияния образуется личинка — планула, оседающая на дне. Из планулы вырастает полип (бесполое поколение). Когда полип достигает полной зрелости, от него почкованием отрываются молодые медузы. У сцифоидных только что отделившаяся медуза сильно отличается от зрелой формы и носит название эфира.

## Использование медуз человеком
Некоторые виды медуз употребляются в пищу в странах Восточной и Юго-Восточной Азии и используются в качестве ингредиента в различных блюдах.  В некоторых азиатских странах их считают деликатесом. Из медуз готовятся салаты, суши, лапши, основные блюда и даже мороженое. Существуют различные методы приготовления медуз.
Распространенным методом переработки является консервирование медуз, в результате чего получается высушенный готовый продукт, содержащий около 65% влаги и 20% соли. Медузы быстро портятся при комнатной температуре, поэтому обработка начинается вскоре после их вылова. Обезвоживание традиционно проводится путем посыпания медуз поваренной солью и квасцами, слива рассола и повторения процесса. Обезвоженные и маринованные медузы считаются деликатесом в нескольких азиатских странах, включая Китай, Корею, Вьетнам и Японию.
В Японии, Корее и Китае готовят блюда из медуз Stomolophus meleagris, Catostylus mosaicus, Rhopilema esculentum и Rhopilema hispidum уже более 1700 лет. К съедобным видам медуз относятся Aurelia aurita, Crambionella orsini, Chrysaora pacifica, Lobonema smithii, Lobonemoides gracilis и Stomolophus nomuria. Готовые к употреблению обессоленные медузы низкокалорийны и практически не содержат жира, около 5% белка и 95% воды.
Медуз рекомендуют при повышенном кровяном давлении и других заболеваниях; они являются диетическим продуктом. Еще в средние века из распространенной в Черном море медузы Корнерот изготовляли мочегонные и слабительные средства. А сейчас из яда медуз производят лекарства для лечения легочных болезней и регулирования кровяного давления.
Медузы являются объектом промысла. В 2001 году мировая добыча съедобных медуз составила 320 тысяч тонн. За 2021 год в исключительной экономической зоне России в Японском море рыбаки Российской Федерации добыли 549 тонн медуз.

## Стрекательные клетки
Для охоты на добычу и защиты от врагов щупальца медуз снабжены специальными стрекательными клетками, или книдоцитами. Книдоциты бывают различных типов:
- пенетранты — остроконечные нити, которые втыкаются в тело жертвы, впрыскивая жгучую субстанцию;
- глютинанты — длинные нити, покрытые липкой субстанцией, обездвиживают жертву, облепляя её множеством таких книдоцитов; также участвуют в пассивном передвижении полипа, прицепляясь к движущемуся объекту;
- вольвенты — короткие нити, запутывающие жертву,

и другие (см. Разновидности книдоцитов)

## РисункиЭрнста Геккеля

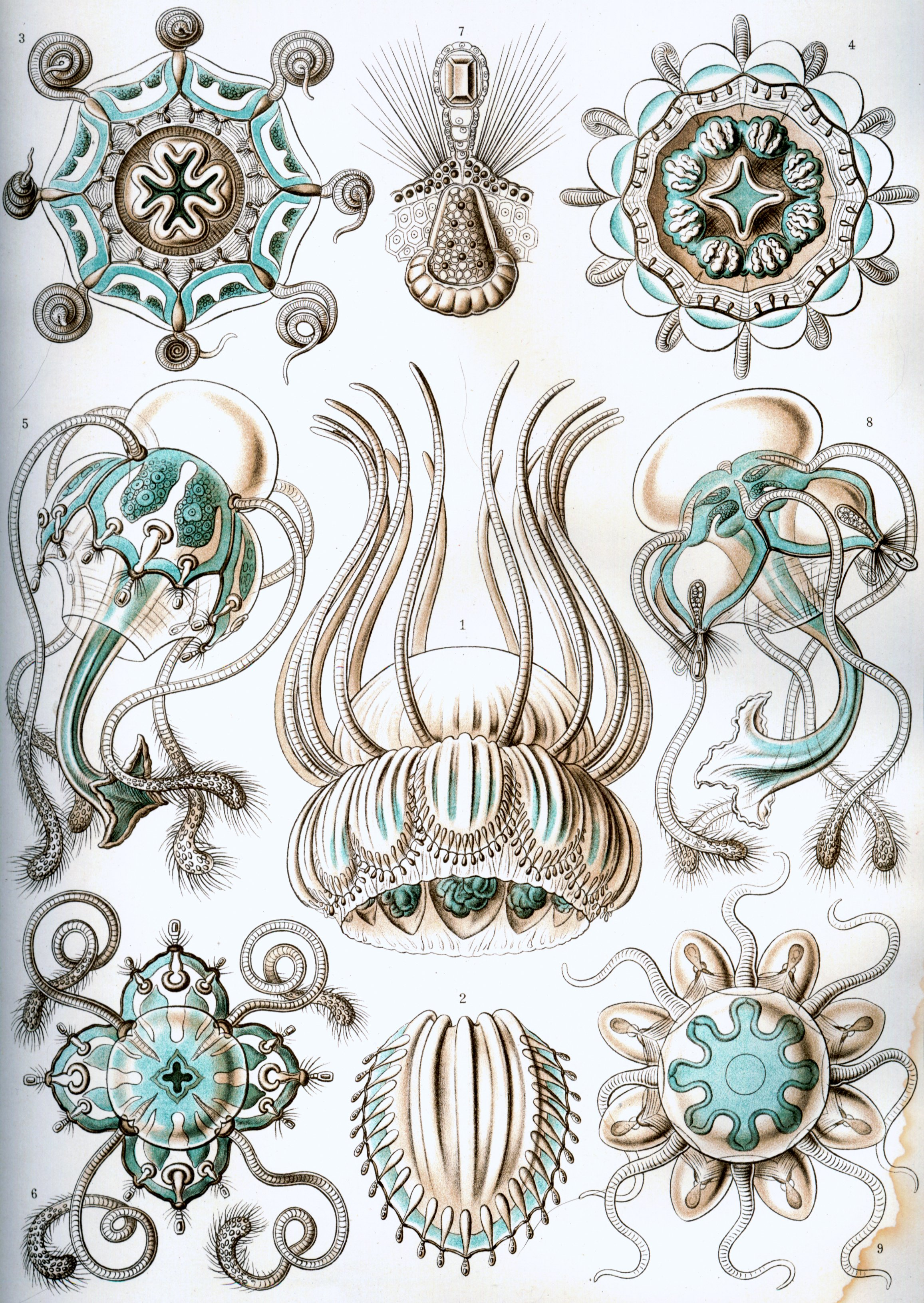
Наркомедузы
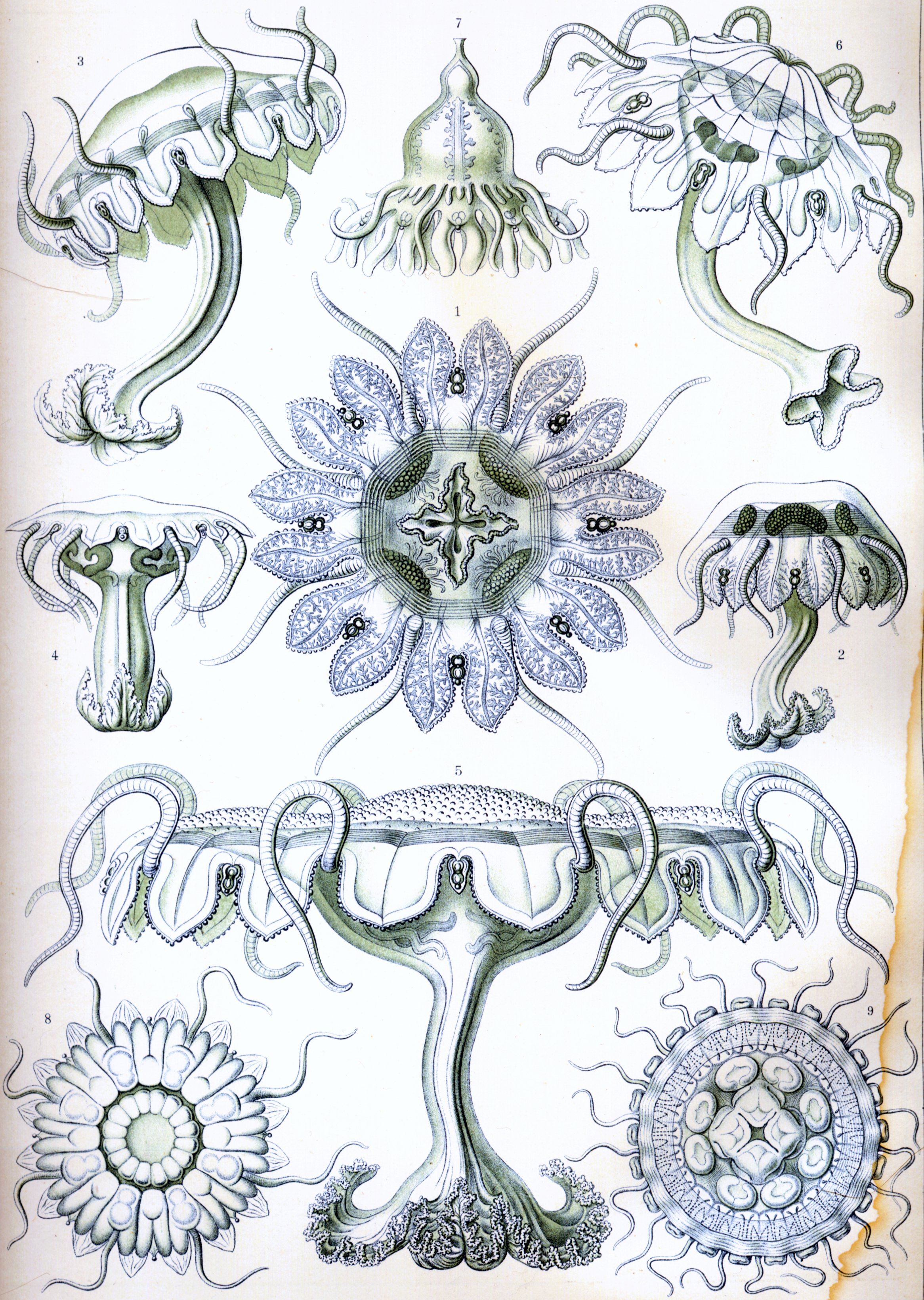
Дискомедузы
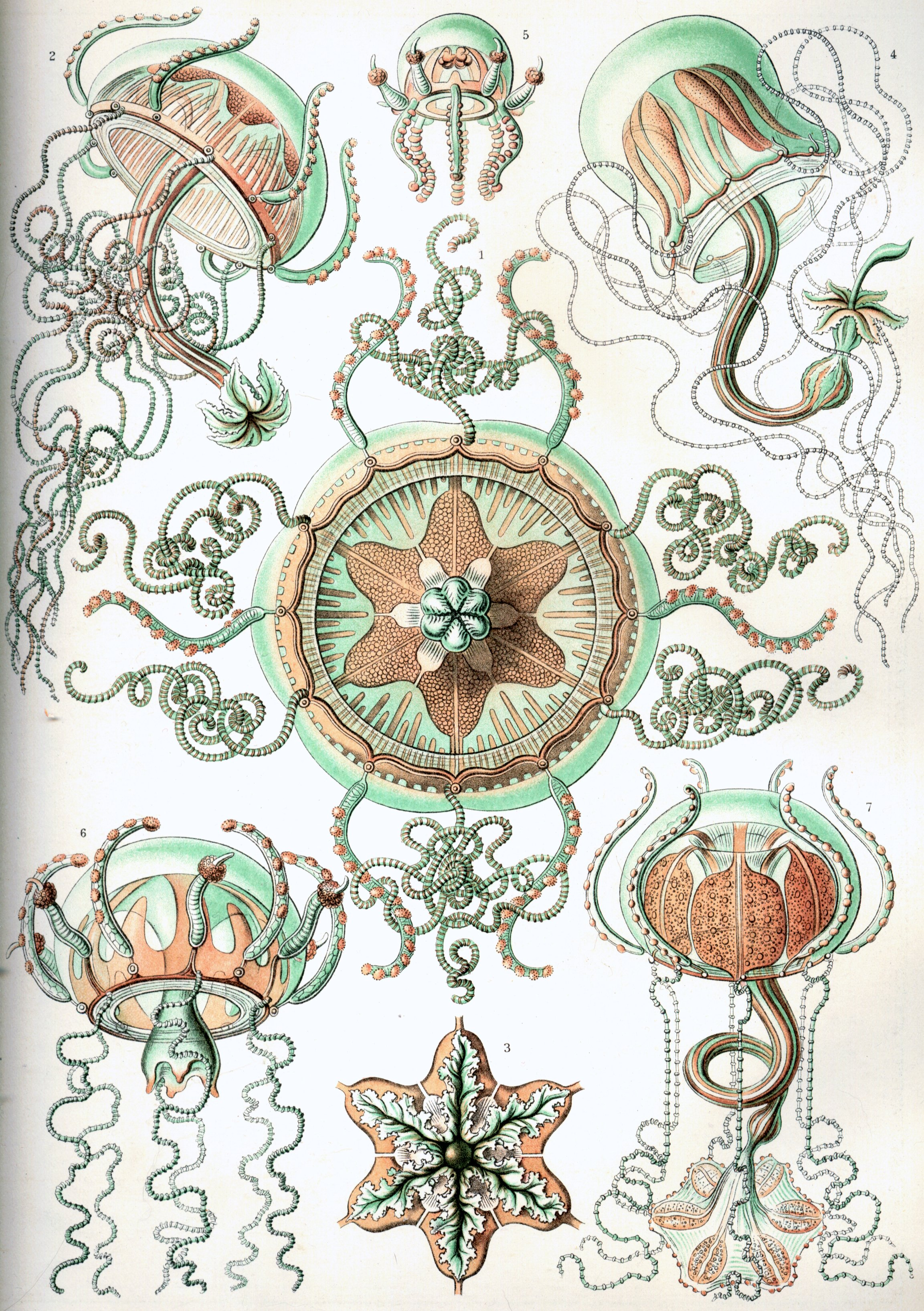
Трахимедузы
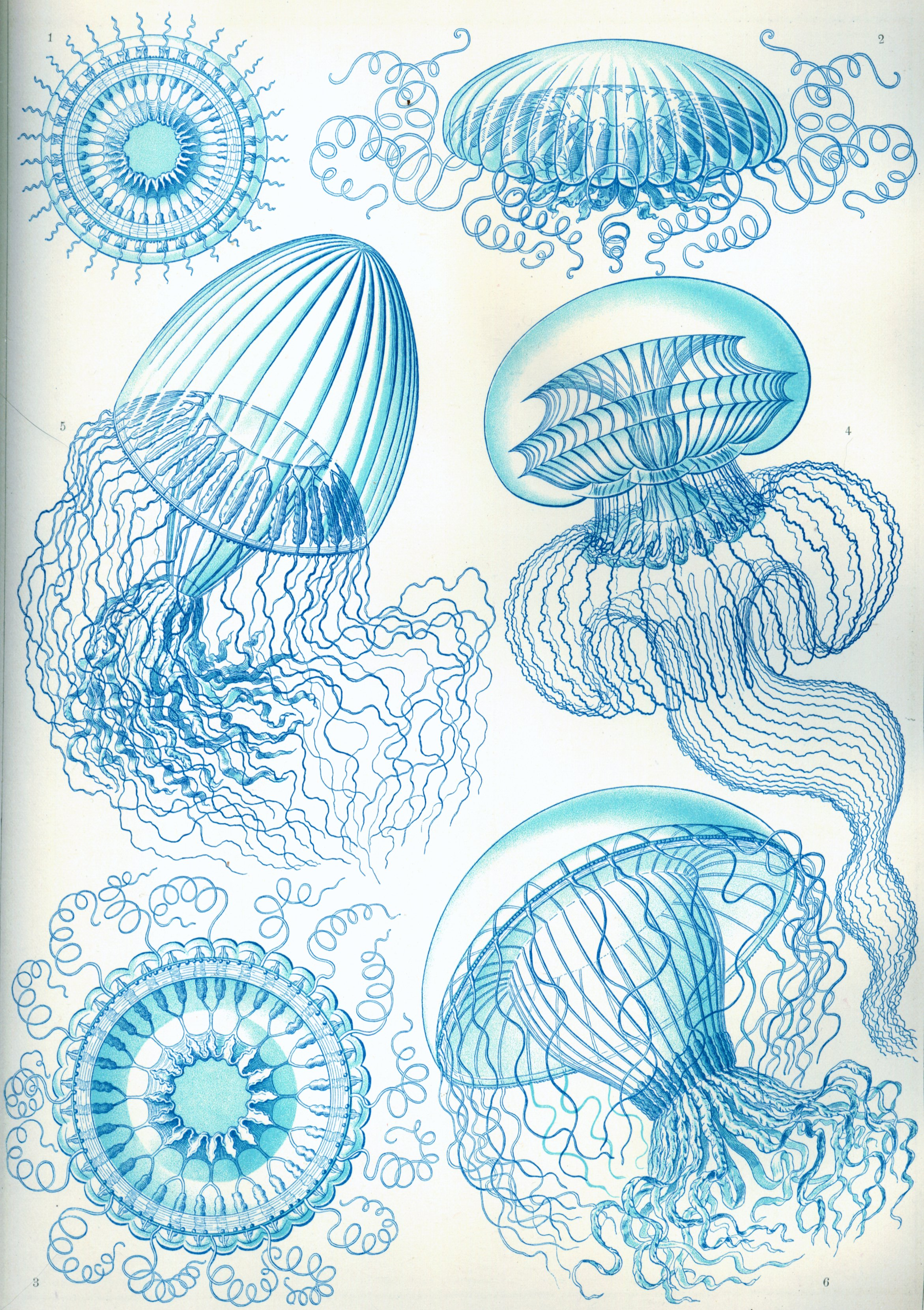
Лептомедузы
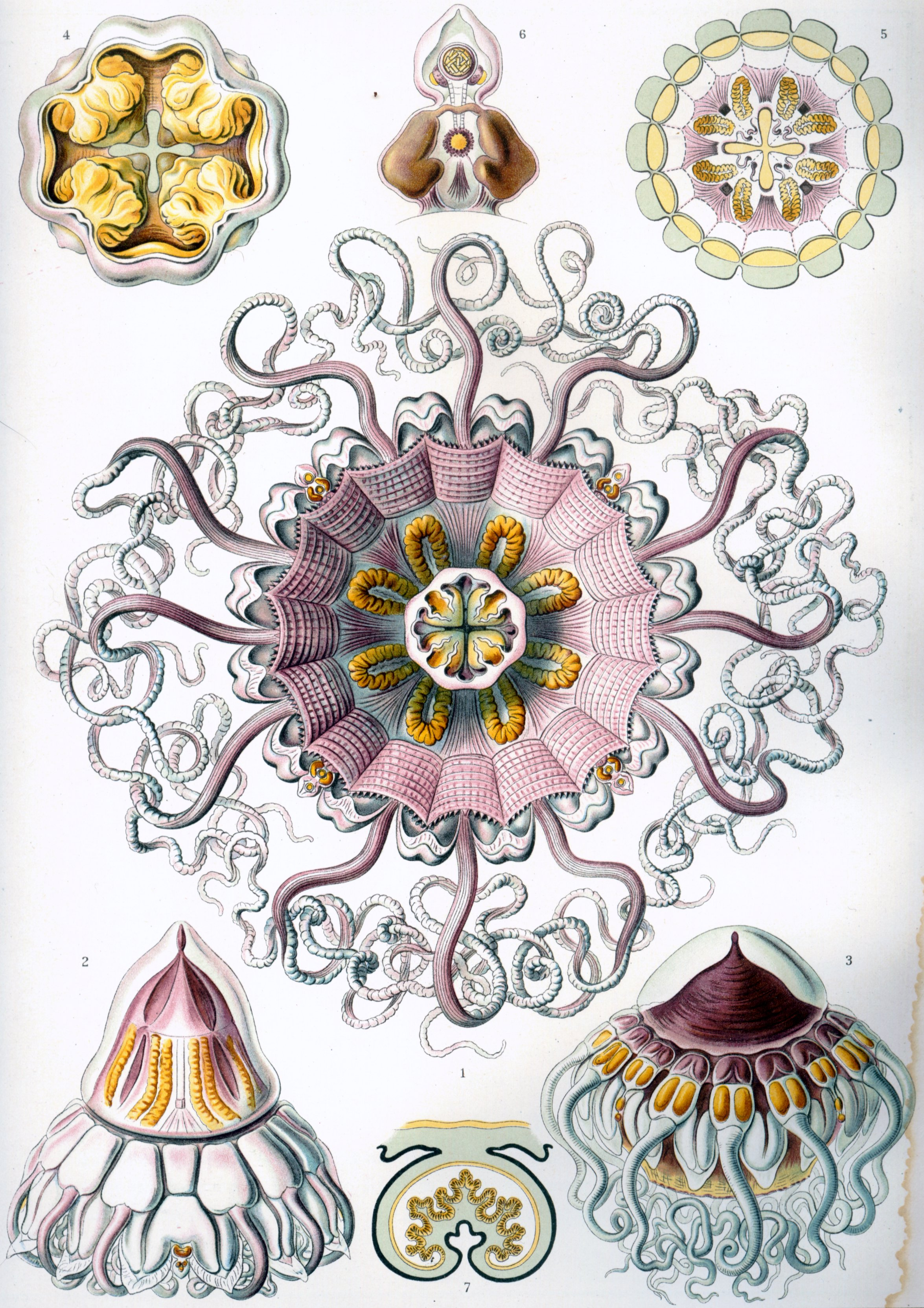
Перомедузы
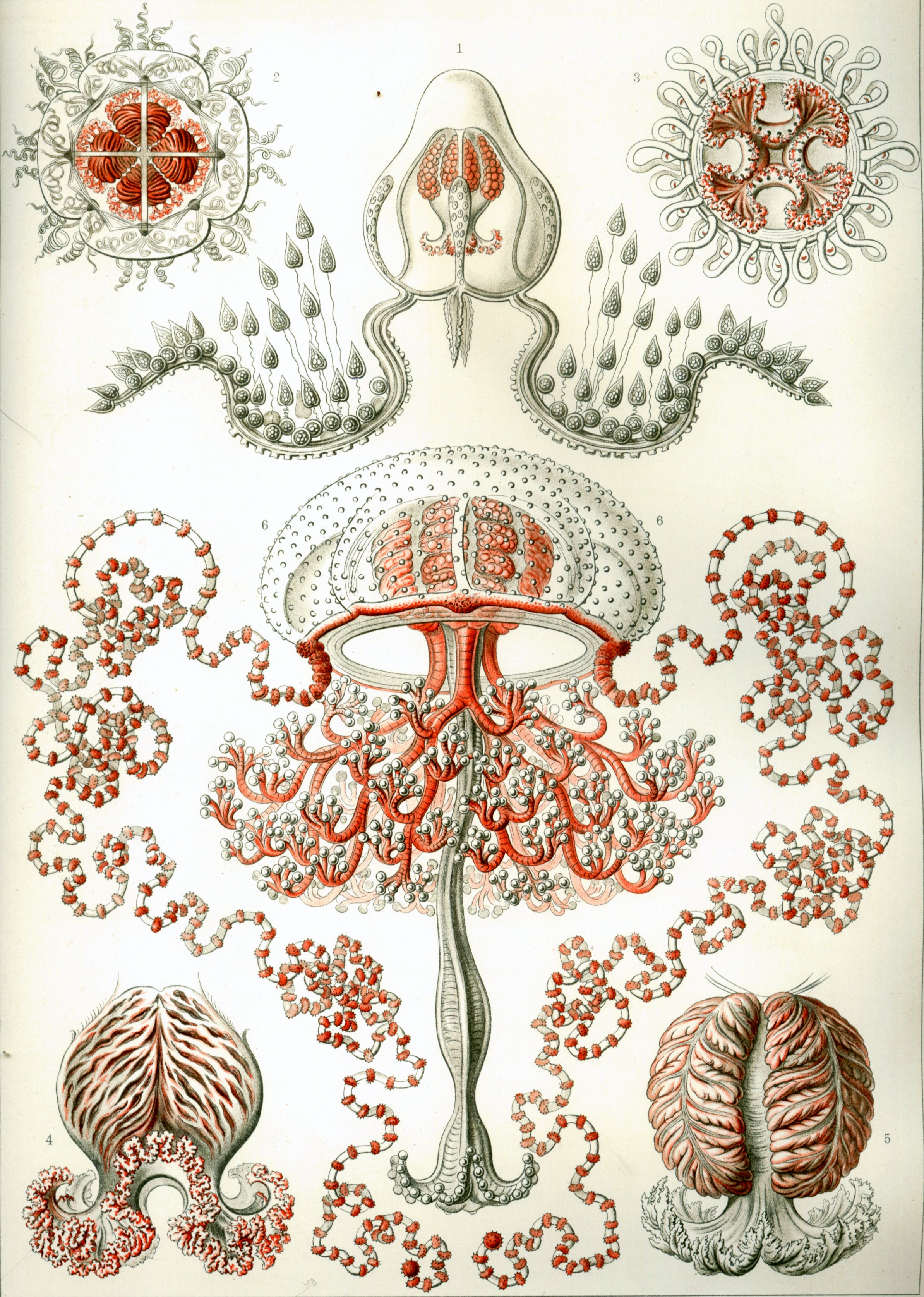
Антомедузы
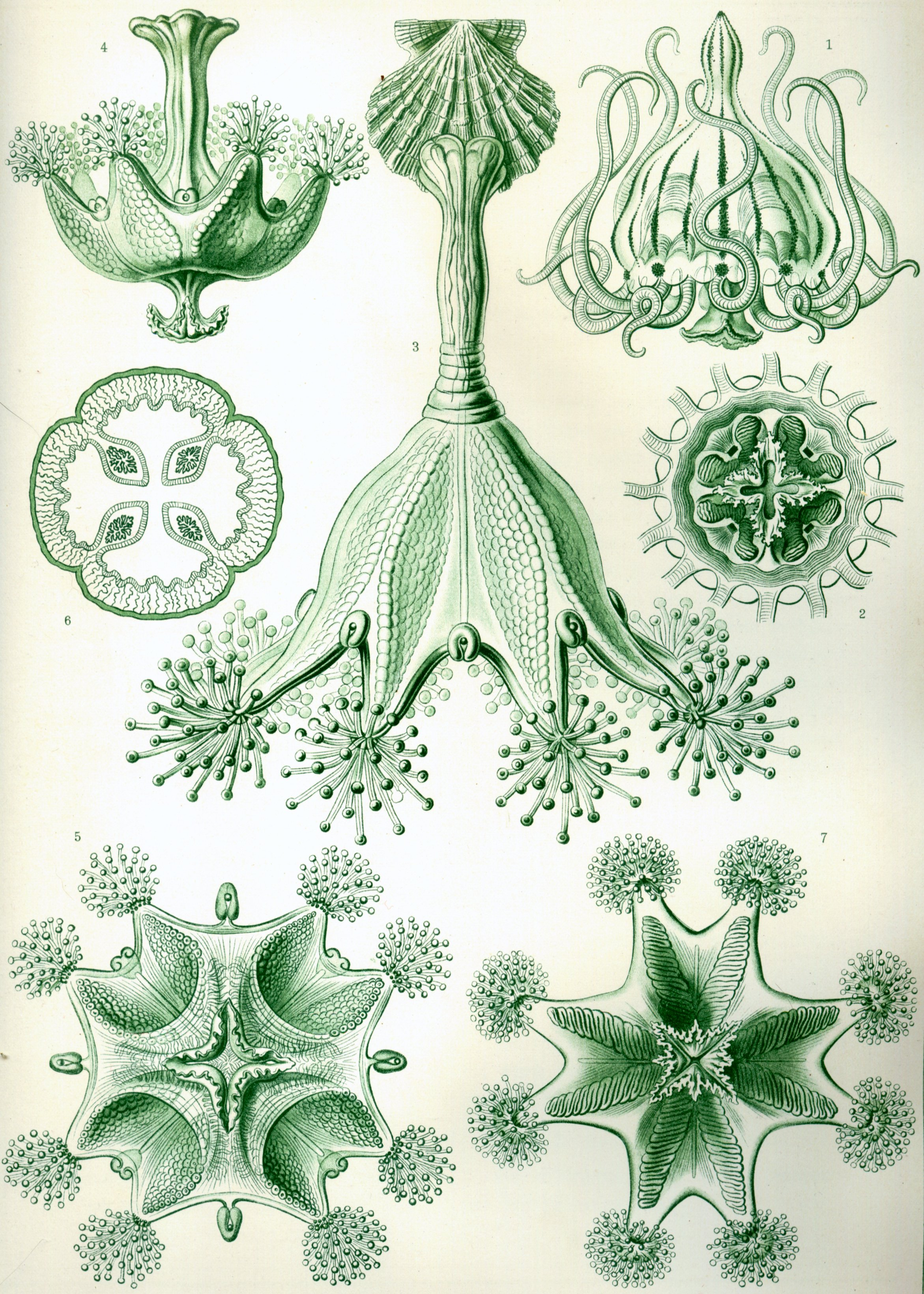
Ставромедузы
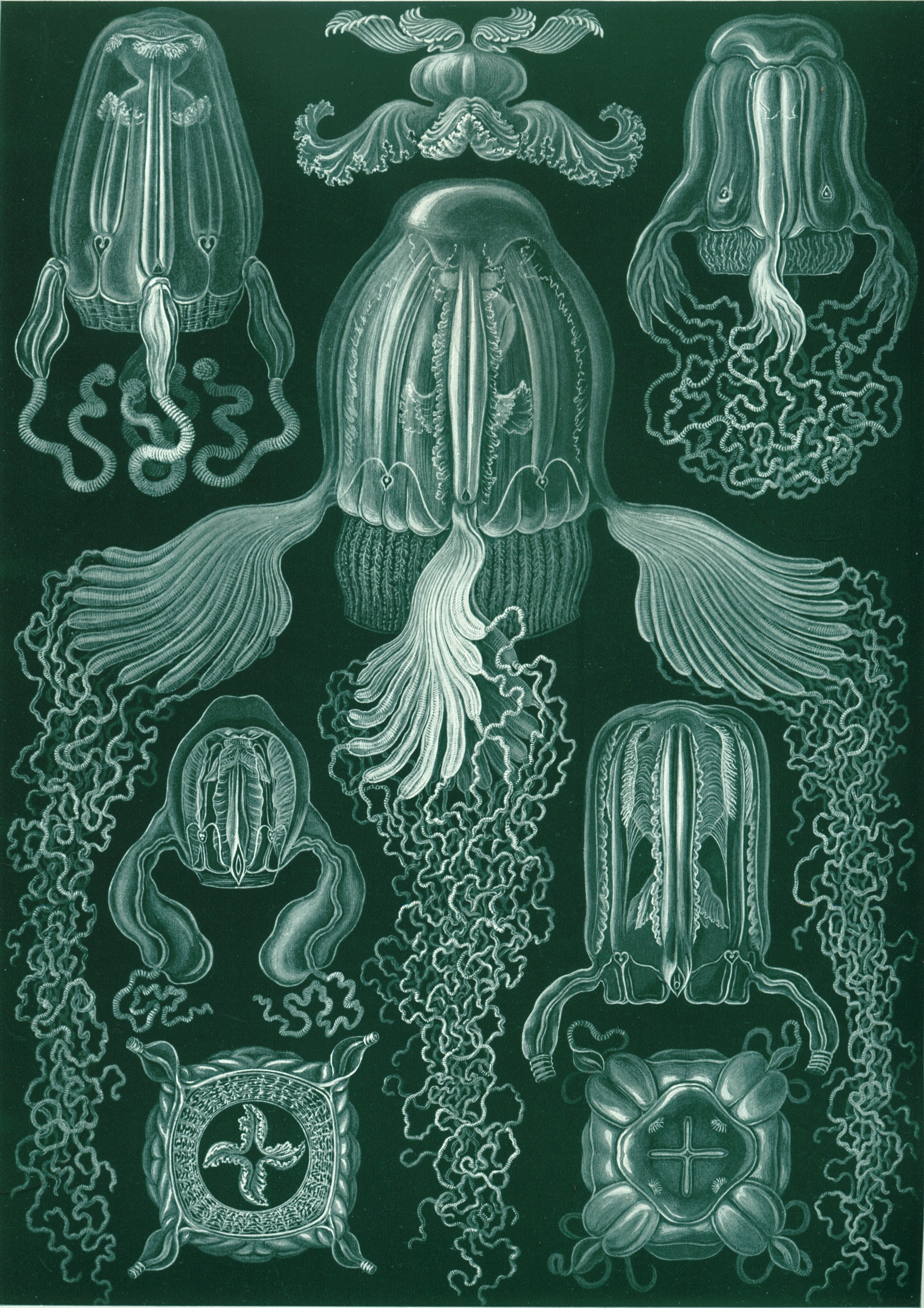
Кубомедузы